# Estación Warszawa Centralna
La Estación Central de Varsovia (en polaco: Dworzec Warszawa Centralna) es la estación de ferrocarril y metro más importante en Varsovia, capital de Polonia. Su construcción se inició en 1972 y fue terminada en 1975. La estación, situada en la avenida central de la ciudad, cuenta con cuatro plataformas metro (ocho raíles en total) y da servicio a trenes de larga distancia nacionales e internacionales de PKP Intercity y Regionalne Przewozy, así como algunos de los trenes regionales operados por Koleje Mazowieckie.

Ubicación de la estación Warszawa Centralna y el tendido ferroviario de la ciudad de Varsovia y cruce del río Vístula.

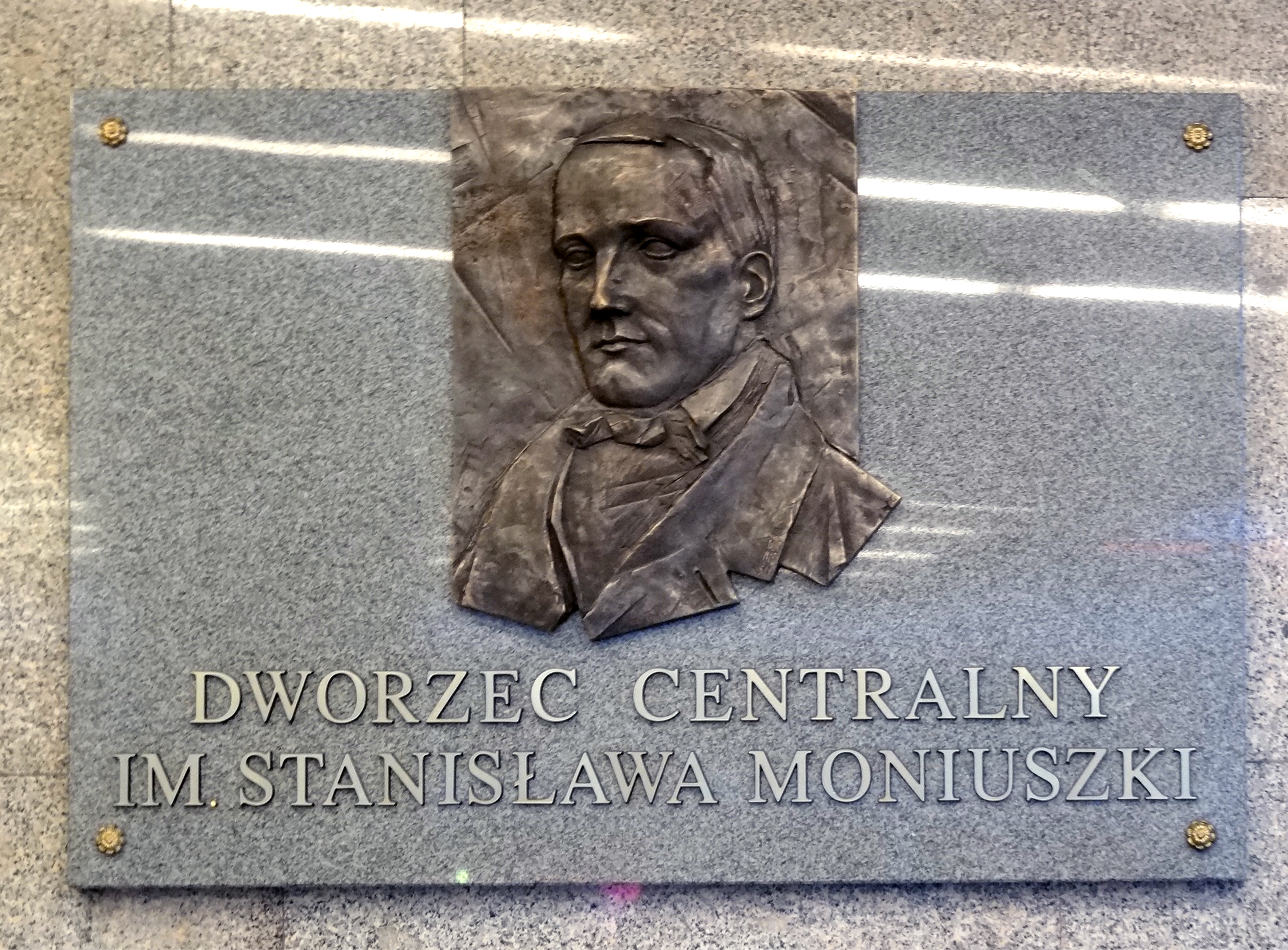
Placa de granito gris con el nombre de la estación colocada después de la renovación de 2010-2012.

## Historia
La estación fue construida como un proyecto emblemático de la República Popular de Polonia durante el auge económico impulsado en la década de 1970 por los préstamos occidentales. Iba a reemplazar a la obsoleta estación Glowna de Varsovia. La estación se encontró con problemas importantes desde el principio y pronto se convirtió en un elefante blanco.
El diseño de la estación fue innovador, pero fue alterado varias veces durante la construcción, afectando negativamente a la calidad de los trabajos de construcción y la funcionalidad de la estación. Además, por razones de propaganda, se decidió completar la estación a rápidamente para que pudiera estar listo para la visita de Leonid Brézhnev a Varsovia en 1975. Este apresuramiento tuvo una mayor degradación de la calidad de la construcción, que requirieron reparación inmediata y que continuaron durante la década de 1980. Sin embargo, la estructura fue avanzada para su época y se incorporon cosas como puertas automáticas y escaleras mecánicas. 

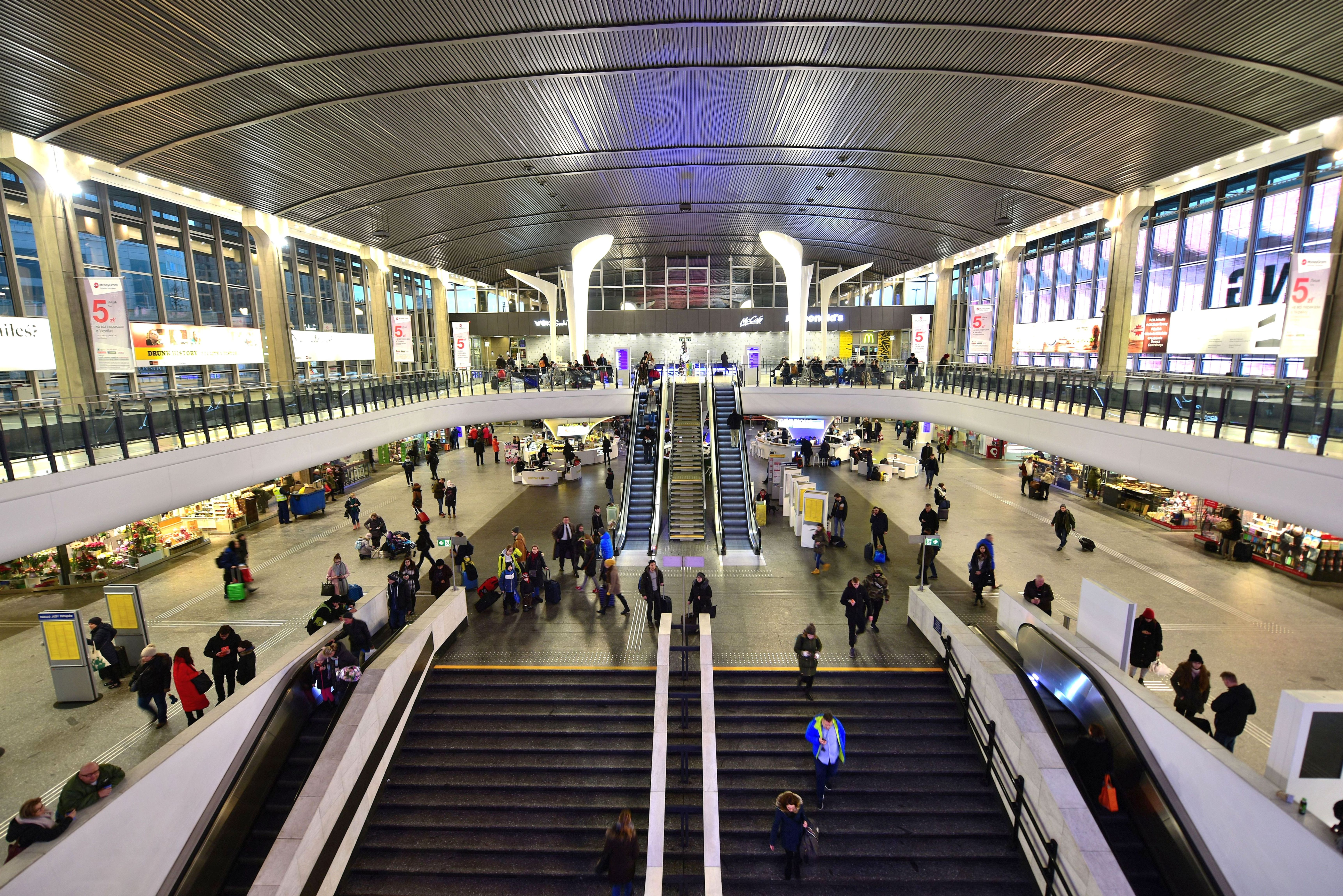

Desde mediados de 1980, la estación Warszawa Centralna ha estado en declive. El gobierno de la ciudad de Varsovia se contempla la demolición de la estación y su sustitución por una nueva, ya sea en el mismo lugar o más lejos del centro de la ciudad. Los planes más tentativos son los de demoler la actual estación en el 2014 y volver a construirla en el mismo lugar en 2018 más modernizada y adaptada, pero antes de eso, en 2010-2011 la estación recibe una actualización estética a tiempo para la Eurocopa 2012.

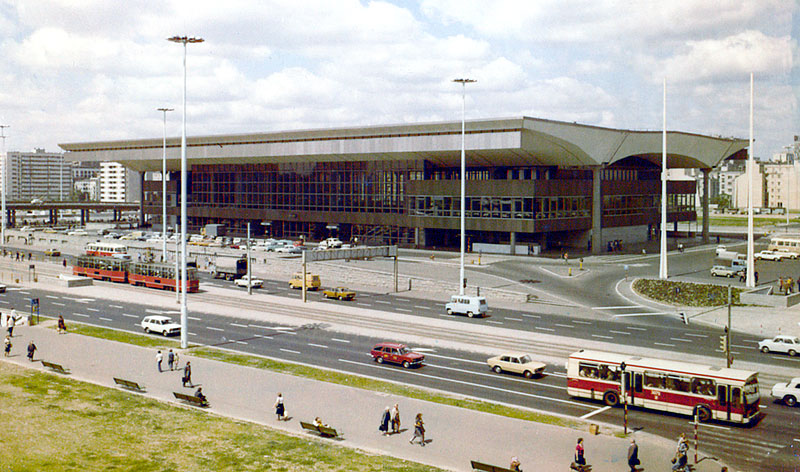
Warszawa Centralna en 1975.

La estación fue uno de un puñado de edificios públicos de Varsovia, que sufrieron un fallo técnico, como resultado del cambio de milenio. La junta indicadora cerró durante unas 24 horas el 1 de enero de 2000, mientras que su chip de cronometraje fue reemplazado, entre tanto, todas las salidas se dieron a conocer mediante el sistema de megafonía.

## Localización
La estación Warszawa Centralna está flanqueada a ambos lados por otras estaciones de tren. Al oeste se encuentra Warszawa Śródmieście WKD, la terminal de la línea de cercanías WKD de tren ligero. Al este se encuentra Warszawa Śródmieście PKP, utilizada por los trenes de cercanías a cargo de Koleje Mazovia y Szybka Kolej Miejska.